# Mesick
Mesick – wieś w Stanach Zjednoczonych, w stanie Michigan, w hrabstwie Wexford.